# Columbus (Nebraska)
Columbus ist eine Stadt im Platte County im US-Bundesstaat Nebraska, etwa 150 km westlich von Omaha, unweit der Mündung des Loup River in den Platte River.
1900 lebten 3522 Menschen in der Stadt, 1910 waren es 5014 und 1940 hatte Columbus 7632 Einwohner. Bei der Volkszählung 2020 hatte die Stadt 24.028 Einwohner. Columbus ist der County Seat des Platte County.

## Geografie
Die geografischen Koordinaten von Columbus lauten 41° 26′ N, 97° 22′ W (41,432785, −97,358530). Nach den Angaben des United States Census Bureaus hat der Ort eine Fläche von 23,8 km², wovon 23,3 km² auf Land und 0,5 km² (= 2,07 %) auf Gewässer entfallen.
Die Stadt liegt an mehrere Hauptstraßen, darunter die frühere Great Platte River Road und die heutige Interstate 80. Die Stadt liegt 100 km entfernt von Grand Island, 75 km von Norfolk und Fremont und 120 km sind es nach Lincoln. Die Stadt wird vom Columbus Municipal Airport bedient, der über zwei befestigte Start- und Landebahnen verfügt.

## Geschichte
Im Frühjahr 1856 wurde in Columbus, Ohio die „Columbus Town Company“ eingerichtet, deren Ziel es war, im Tal des Flusses Platte in Nebraska eine Stadt zu gründen, da man hier die Errichtung einer Eisenbahnlinie erwartete. Die Gründer dieser Gemeinschaft waren vornehmlich deutscher und schweizerischer Herkunft. Konkret wurde das spätere Columbus in der Gegend des Zusammenflusses des Platte und des Loup River geplant. Nachdem sich die ersten Siedler noch im Mai 1856 in der Gegend niederließen, zogen weitere nach. Eine Getreide- und eine Sägemühle sowie eine Brauerei wurden errichtet.
George Francis Train gehörten 7000 Acre (rund 2800 Hektar) Land in der Stadt. Sein Unternehmen Credit Foncier of America baute hier einst ein Hotel, das Credit Foncier, das 1868 aus Cleveland hierher verlegt wurde. Da Train, der sich für den Bau der Union Pacific Railroad einsetzte, sehr viel Land in der Stadt besaß, sagte er ihr eine große Zukunft voraus. Er schrieb Zeitungsartikel und hielt Reden an der Ostküste, in denen er für die Stadt warb, „Columbus [sei] das neue Zentrum der Union und ziemlich wahrscheinlich die künftige Hauptstadt der USA“.

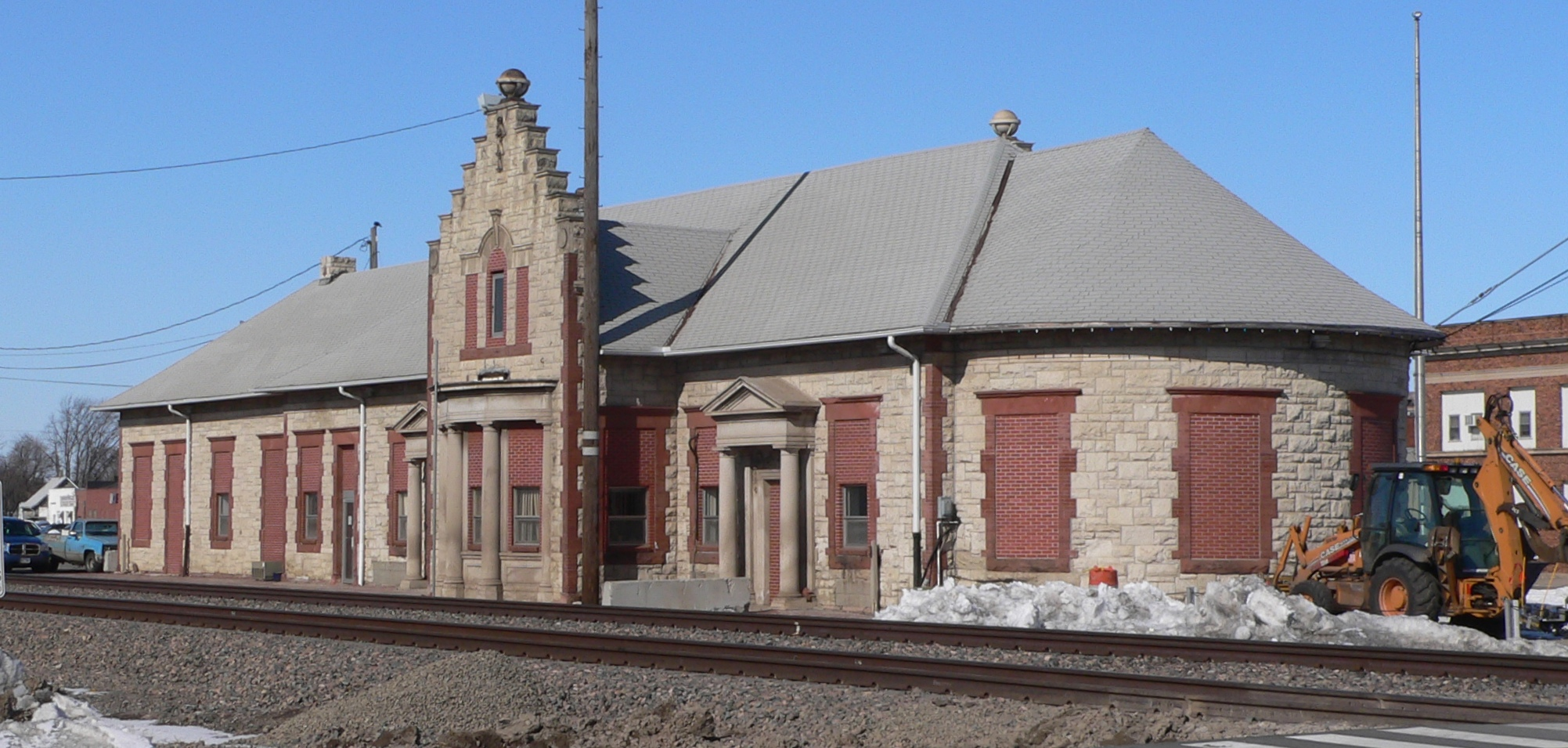
Ein Depot von Union Pacific, 1910 erbaut

Um 1910 hatte Columbus bereits etwa 5000 Einwohner und war ein wichtiger Handelsplatz für Waren, die für den Westen der USA bestimmt waren. In den 1930er Jahren begann man, Wasser aus dem Loup River zu kanalisieren, um auf diesem Wege Energie aus Wasserkraftwerken gewinnen zu können.

## Andrew Jackson Higgins
Columbus ist der Geburtsort von Andrew Jackson Higgins, der das als Higgins-Boot bekannte Landing Craft Vehicle Personnel (LCVP) entwickelte, das vor allem im Zweiten Weltkrieg eingesetzt wurde. Im Pawnee Park befindet sich eine Replik eines solchen Landungsboote. Soldaten aus Bronze springen auf Sand, der an 58 Stränden des D-Days, dem Koreakrieg und dem Vietnamkrieg gesammelt wurde.

## Wirtschaft
Columbus bezeichnet sich selbst als City of Power and Progress. Die Wirtschaft der Stadt basiert auf Landwirtschafts- und Produktionsbetrieben, wobei die Industrieunternehmen vor allem von der billigen im Übermaß vorhandenen Wasserkraft angezogen werden. Zu den größten Arbeitgebern gehören Archer Daniels Midland, die hier eine Mühle für Mais betreiben, Appleton Electric, Central Confinement Service, Vishay (ehemals Dale Electronics), Becton Dickinson und Behlen Manufacturing. Der Nebraska Public Power District hat seinen Sitz in Columbus.

## Demografie
Zum Zeitpunkt des United States Census 2000 bewohnten Columbus 20.971 Personen. Die Bevölkerungsdichte betrug 902,7 Personen pro km². Es gab 8818 Wohneinheiten, durchschnittlich 379,6 pro km². Die Bevölkerung Columbuss bestand zu 87,19 % aus Weißen, 1,45 % Schwarzen oder African American, 0,35 % Native American, 0,48 % Asian, 0,04 % Pacific Islander, 3,49 % gaben an, anderen Rassen anzugehören und 1,00 % nannten zwei oder mehr Rassen. 12,65 % der Bevölkerung erklärten, Hispanos oder Latinos jeglicher Rasse zu sein.
Die Bewohner von Columbus verteilten sich auf 8302 Haushalte, von denen in 34,7 % Kinder unter 18 Jahren lebten. 54,7 % der Haushalte stellten Verheiratete, 8,9 % hatten einen weiblichen Haushaltsvorstand ohne Ehemann und 33,0 % bildeten keine Familien. 28,5 % der Haushalte bestanden aus Einzelpersonen und in 12,3 % aller Haushalte lebte jemand im Alter von 65 Jahren oder mehr alleine. Die durchschnittliche Haushaltsgröße betrug 2,50 und die durchschnittliche Familiengröße 3,09 Personen.
Die Bevölkerung verteilte sich auf 28,2 % Minderjährige, 8,4 % 18–24-Jährige, 28,0 % 25–44-Jährige, 20,8 % 45–64-Jährige und 14,6 % im Alter von 65 Jahren oder mehr. Das Durchschnittsalter betrug 36 Jahre. Auf jeweils 100 Frauen entfielen 94,1 Männer. Bei den über 18-Jährigen entfielen auf 100 Frauen 90,3 Männer.
Das mittlere Haushaltseinkommen in Columbus betrug 38.874 US-Dollar und das mittlere Familieneinkommen erreichte die Höhe von 48.669 US-Dollar. Das Durchschnittseinkommen der Männer betrug 30.980 US-Dollar, gegenüber 22.063 US-Dollar bei den Frauen. Das Pro-Kopf-Einkommen belief sich auf 18.345 US-Dollar. 6,9 % der Bevölkerung und 4,5 % der Familien hatten ein Einkommen unterhalb der Armutsgrenze, davon waren 7,2 % der Minderjährigen und 6,5 % der Altersgruppe 65 Jahre und mehr betroffen.

## Schulen
In Columbus existieren drei Highschools, von denen die Columbus High School mit mehr als 1100 Schülern die größte ist. Die Lakeview High School wird vor allem von Schülern des ländlicheren Teils der Stadt besucht. Sie liegt am Lake Babcock. Die Scotus Central Catholic Junior-Senior High School ist nach John Duns Scotus benannt.
Außerdem gibt es ein College, das Central Community College, das sich einige Kilometer außerhalb befindet.

## Medien
Im Columbus gibt es mehrere Radiostationen, darunter den religiösen Sender KTLX auf UKW 91,3 MHz; KKOT auf UKW 93,5 MHz mit klassischen Hits und den Country-Sender KZEN auf UKW 100,3. KLIR auf UKW 101,1 sendet vor allem Adult Contemporary. Die Mittelwellensender KJSK auf 900 kHz und KTTT auf 1510 kHz senden Nachrichten und Talkshows.
Die in der Stadt erscheinende Zeitung heißt Columbus Telegram.

## Persönlichkeiten
- Lucas Cruikshank (* 1993), bekannt als Internetberühmtheit Fred
- Chad Fleischer (* 1972), Skirennläufer
- Chuck Hagel (* 1946), US-Senator
- Brad William Henke (1966–2022), Schauspieler
- Chad Mustard, Footballprofi
- Cory Schlesinger, Footballprofi
- Saul Soltero, Baseballspieler
- Leon Spinks (1953–2021), Boxer